# Éducation musicale

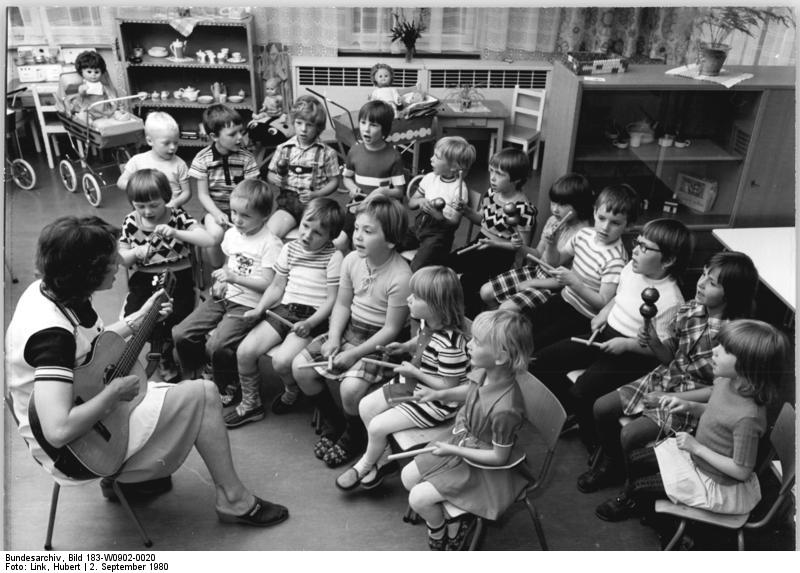
Leçon de musique en République démocratique allemande en 1980.

Ne doit pas être confondu avec Enseignement musical, Formation musicale (discipline) ou Éveil musical.
 (novembre 2024).
Si vous disposez d'ouvrages ou d'articles de référence ou si vous connaissez des sites web de qualité traitant du thème abordé ici, merci de compléter l'article en donnant les références utiles à sa vérifiabilité et en les liant à la section « Notes et références ».
L'éducation musicale est, d'une part, l'enseignement et de l'apprentissage de la musique (académique, populaire et du monde) à un niveau débutant et, d'autre part, l'éducation aux aspects sociaux et culturels du code sonore et des bruits dans notre monde actuel.

## Histoire

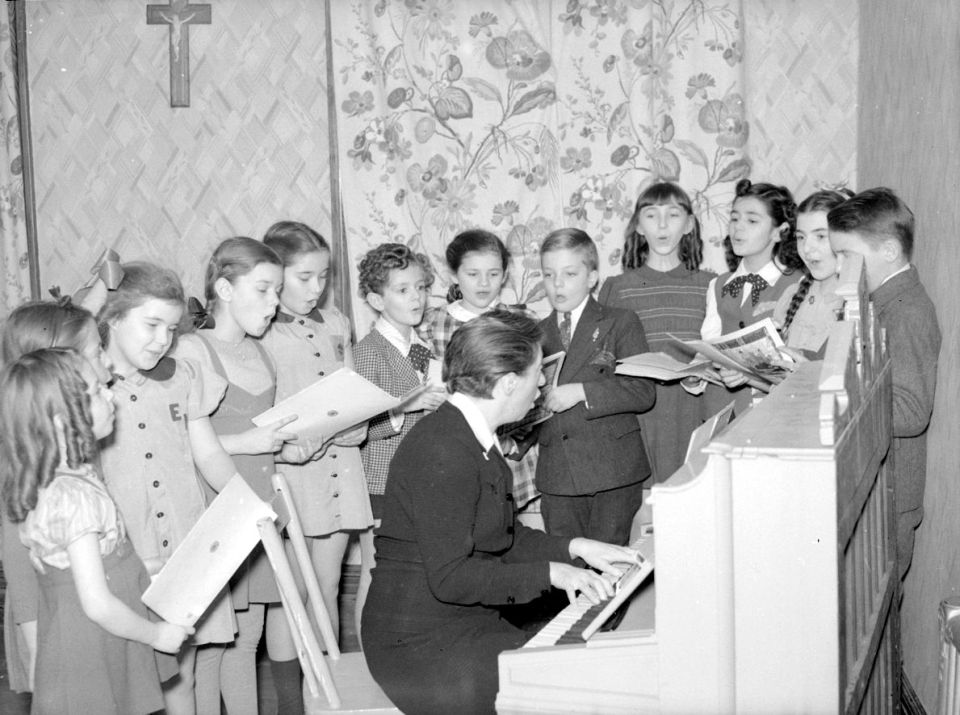
Enseignante de musique Camille Bernard à Montréal en 1942.

La musique a été toujours liée à des fonctions de grande importance dans les cérémonies sociales, culturelles et religieuses dans les civilisations les plus anciennes. Par conséquent, l'enseignement de la musique était contrôlé par les autorités soit publique, soit religieuse. Pour la civilisation grecque, la musique pouvait exciter chez les personnes différentes passions. Le chant choral était considéré pour l'éducation tant du guerrier que de l'homme cultivé : la musique devait lui développer le goût et lui préparer pour les études des mathématiques, de la philosophie et des sciences de la nature. Pour les Romains, la musique était un aspect secondaire de l'éducation. C'est au Moyen Âge que l'enseignement de la musique était considéré sous deux aspects : d'une part en tant que théorie liée au « quadrivium » et, d'autre part, en tant qu'ars (science ou pratique artisanale). Le chant était enseigné par des moyens mnémotechniques. Guido d'Arezzo facilita la lecture musicale et par conséquent, il rationalisa l'apprentissage du chant.
C'est à partir de la Renaissance que s'accomplit une scission entre les musiciens « amateurs » et les musiciens « professionnels » : alors que l'éducation de base se négligea de plus en plus, la formation du musicien professionnel se spécialisait de plus en plus (à partir du XVIIe siècle, des écoles spéciales et des conservatoires assurèrent cette formation).
Au début du XXe s., différents pédagogues proposent de mettre l'éducation musicale à la portée de tous : Émile Jaques-Dalcroze et Edgar Willems en Suisse, Maurice Martenot  en France, Carl Orff initiateur du Orff-Schulwerk en Allemagne, Zoltán Kodály en Hongrie et Shinichi Suzuki au Japon entre autres. Aujourd'hui, la pédagogie Kaddouch semble répondre aux problématiques posées par un enseignement qui s'appuie réellement sur le "vouloir-être" et "vouloir-devenir" de l'enfant. Cette méthode est enseignée en Suisse (Conservatoire de Lausanne, Neuchâtel), en Suède (Royal Academy of Music), en Finlande (Sibélius Academy) et en France (Écoles K&M Paris, Tarbes, Pau, Toulouse, Clermont-Ferrand...). Son concept fondateur, la Conductibilité, que Robert Kaddouch a présenté plusieurs fois à l'Université d'Oxford, a fait l'objet de plusieurs ouvrages et thèses dont "Le pédagogue et le philosophe, Robert Kaddouch et la Conductibilité", éd. L'Harmattan.
Aujourd'hui, les problèmes de l'enseignement de la musique se caractérisent par la discussion sur la manière d'enseigner et d'apprendre les différentes musiques du monde par la création, par l'interprétation, par la perception et par l'analyse. Les différents programmes scolaires des différents pays vont dans ce sens.
Selon J. A. Sloboda (1985), l'exécution (performance) musicale englobe cinq aspects : la musique 1) à vue, mais répétée, 2) à première vue, 3) par cœur, 4) d'oreille et 5) par créativité.
La musique peut être 1) créée 2) exécutée, 3) expérimentée, cela veut dire, écoutée, 4) verbalisée, 5) conceptualisée et 6) utilisée à de fins extra artistiques (Madsen, 1987).
Sous un angle épistémologique, les formes de connaissance musicale sont 1) l'audition, 2) l'interprétation et 3) la création (Stubley, 1993).

## En Europe
En France, l'éducation musicale est un enseignement obligatoire au collège, de la sixième à la troisième, à raison d'une heure par semaine. Cette matière peut être renforcée de deux manières : avec l'option chorale ou avec des heures complémentaires en conservatoire (CHAM). Au lycée, une version approfondie de l'éducation musicale peut être, selon le choix de l'élève, prise parmi les enseignements obligatoires (comme sous-spécialité de l'EDS « Arts ») ou comme enseignement facultatif.

### Articles
- Nicole Coppey, 'L’initiation musicale, terreau artistique de choix', Publié dans Revue musicale suisse no 6, juin 2007
- Nicole Coppey, 'La musique habite l’être tout entier', Publié dans Revue musicale suisse no 9, septembre 2008